# Sân bay Boundji
Sân bay Boundji (IATA: BOE, ICAO: FCOB) là một sân bay ở Boundji, tỉnh Cuvette, Cộng hòa Congo.

## Vị trí và cơ sở vật chất
Sân bay nằm cách thành phố khoảng 1 km về phía tây, trên độ cao 1247 ft (380 m) so với mực nước biển. Nó có một đường băng trải sỏi dài 1080 m.